# Emiratos Árabes Unidos en la Copa Mundial de Fútbol de 1990
Emiratos Árabes Unidos fue una de las 24 selecciones participantes en la Copa Mundial de Fútbol de Italia 1990, la que fue su primera participación en un mundial.

## Clasificación

### Primera Ronda

#### Grupo 3
| Pos. | Equipo                 | Pts. | PJ | G | E | P | GF | GC | Dif. | Clasificación |       | UAE   | KUW   | PAK   | SYE   |
| ---- | ---------------------- | ---- | -- | - | - | - | -- | -- | ---- | ------------- | ----- | ----- | ----- | ----- | ----- |
| 1    | Emiratos Árabes Unidos | 9    | 4  | 3 | 0 | 1 | 12 | 4  | +8   |               |       | —     | 1 – 0 | 5 – 0 | X – X |
| 2    | Kuwait                 | 9    | 4  | 3 | 0 | 1 | 6  | 3  | +3   |               |       | 3 – 2 | —     | 2–0   | X – X |
| 3    | Pakistán               | 0    | 4  | 0 | 0 | 4 | 1  | 12 | −11  |               | 1 – 4 | 0–1   | —     | X – X |       |
| 4    | Yemen del Sur          | 0    | 0  | 0 | 0 | 0 | 0  | 0  | 0    |               | X – X | X – X | X – X | —     |       |

 Fuente: 

### Ronda Final
| Pos. | Equipo                 | Pts. | PJ | G | E | P | GF | GC | Dif. | Clasificación |
| ---- | ---------------------- | ---- | -- | - | - | - | -- | -- | ---- | ------------- |
| 1    | Corea del Sur          | 11   | 5  | 3 | 2 | 0 | 5  | 1  | +4   | Clasificados  |
| 2    | Emiratos Árabes Unidos | 7    | 5  | 1 | 4 | 0 | 4  | 3  | +1   | Clasificados  |
| 3    | Catar                  | 6    | 5  | 1 | 3 | 1 | 4  | 5  | −1   |               |
| 4    | China                  | 6    | 5  | 2 | 0 | 3 | 5  | 6  | −1   |               |
| 5    | Arabia Saudita         | 5    | 5  | 1 | 2 | 2 | 4  | 5  | −1   |               |
| 6    | Corea del Norte        | 4    | 5  | 1 | 1 | 3 | 2  | 4  | −2   |               |

 Fuente: 
| 12-10-1989 | Emiratos Árabes Unidos | 0–0 | Corea del Norte | National Stadium, Singapur |  |
|            |                        |     |                 | Árbitro(s): Rune Larsson   |  |

| 17-10-1989 | Emiratos Árabes Unidos          | 2–1 | China            | National Stadium, Singapur |                          |
|            | K. Mubarak 87' · Al Talyani 88' |     | Tang Yaodong 61' | Árbitro(s): Joël Quiniou   | Árbitro(s): Joël Quiniou |

| 21-10-1989 | Arabia Saudita | 0–0      | Emiratos Árabes Unidos | National Stadium, Singapur |                           |
|            |                | [Reporte |                        | Árbitro(s): Vincent Mauro  | Árbitro(s): Vincent Mauro |

| 24-10-1989 | Emiratos Árabes Unidos | 1–1 | Catar       | National Stadium, Singapur |                            |
|            | K. Mubarak 20'         |     | Sulaiti 37' | Árbitro(s): Zoran Petrović | Árbitro(s): Zoran Petrović |

| 28-10-1989 | Emiratos Árabes Unidos | 1–1 | Corea del Sur   | Jurong Stadium, Singapur |                          |
|            | Al Talyani 16'         |     | Hwangbo Kwan 8' | Árbitro(s): Joël Quiniou | Árbitro(s): Joël Quiniou |

## Jugadores
Estos son los 22 jugadores convocados para el torneo:

## Resultados
Emiratos Árabes Unidos fue eliminado en el grupo D.
| País             | J | G | E | P | GF | GC | GD | Pts |
| ---------------- | - | - | - | - | -- | -- | -- | --- |
| Alemania Federal | 3 | 2 | 1 | 0 | 10 | 3  | +7 | 5   |
| Yugoslavia       | 3 | 2 | 0 | 1 | 6  | 5  | +1 | 4   |
| Colombia         | 3 | 1 | 1 | 1 | 3  | 2  | +1 | 3   |
| EAU              | 3 | 0 | 0 | 3 | 2  | 11 | -9 | 0   |

| 9 de junio de 1990 | UAE | 0–2     | Colombia                   | Stadio Renato Dall'Ara, Bologna                             |                                                             |
|                    |     | Reporte | Redín 50' · Valderrama 85' | Asistencia: 30,791 espectadores Árbitro(s): George Courtney | Asistencia: 30,791 espectadores Árbitro(s): George Courtney |

| 15 de junio de 1990 | Alemania Federal                                         | 5–1     | UAE        | San Siro, Milán                                           |                                                           |
|                     | Völler 35' 75' · Klinsmann 37' · Matthäus 47' · Bein 58' | Reporte | Ismaïl 46' | Asistencia: 71,169 espectadores Árbitro(s): Alexey Spirin | Asistencia: 71,169 espectadores Árbitro(s): Alexey Spirin |

| 19 de junio de 1990 | Yugoslavia                                | 4–1     | UAE       | Stadio Renato Dall'Ara, Bologna                           |                                                           |
|                     | Sušić 5' · Pančev 9' 46' · Prosinečki 90' | Reporte | Jumaa 22' | Asistencia: 27,833 espectadores Árbitro(s): Shizuo Takada | Asistencia: 27,833 espectadores Árbitro(s): Shizuo Takada |